# يوكي أوغاكي
يوكي أوغاكي (باليابانية: 大垣 勇樹) (مواليد 28 فبراير 2000) هو لاعب كرة قدم ياباني.

## وصلات خارجية
- يوكي أوغاكي على موقع رابطة كرة القدم اليابانية للمحترفين (اليابانية)
- يوكي أوغاكي على موقع قاعدة بيانات كرة القدم.إي يو (الإنجليزية)
- يوكي أوغاكي على موقع Soccerway.com (الإنجليزية)
- يوكي أوغاكي على موقع عالم كرة القدم.نت (الإنجليزية)